# Phylloscartes virescens
Phylloscartes virescens là một loài chim trong họ Tyrannidae.